# 一碧湖
一碧湖（いっぺきこ）は、伊豆半島東岸、静岡県伊東市にある湖で、火山の火口に水が溜まったもの。伊豆東部火山群の一つである。

## 概要
一碧湖は、南東から北西に伸びたひょうたん型をしており、北西側を大池（）、市道の橋を挟んで、南東側の比較的小さい面積を沼池（）と呼ぶ。

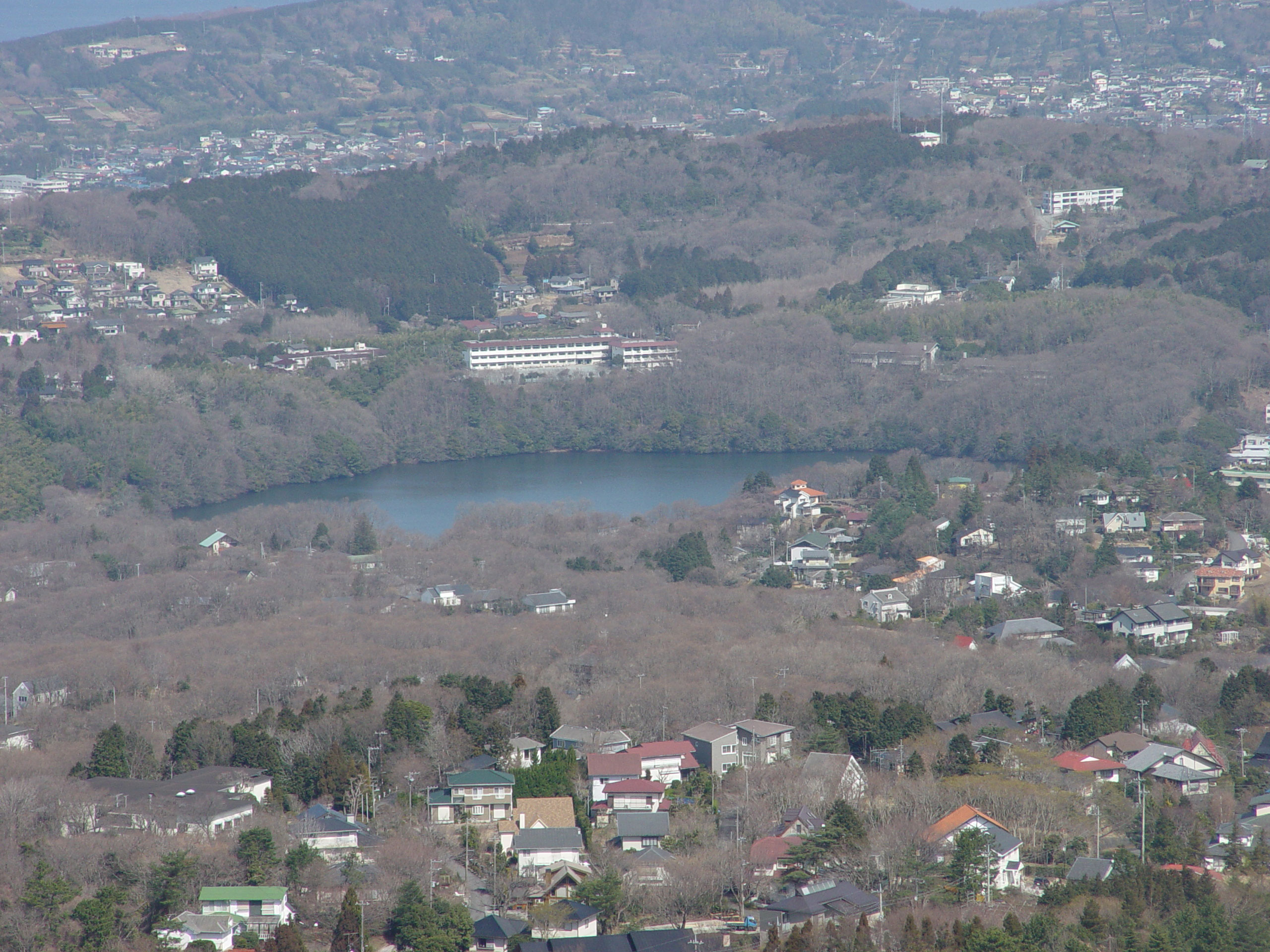
南南西にある大室山から見た一碧湖

大池は西側に十二連島という小島群を持つ。沼池はその名のとおり沼地または湿地帯となっており、葦などの植物が繁茂する。沼池は水位が低いときには大部分が干上がることもある。
一碧湖は、「伊豆の瞳」とも称される観光地であり、1927年（昭和2年）には日本百景に選定されている。昭和初期には与謝野鉄幹・晶子夫妻が当地を訪れて数多くの短歌を残した。現在ではその歌碑が湖畔に建つと共に、ヘラブナ釣りを楽しむ場として、またボート遊びやバードウォッチング、さらには春の山桜や秋の紅葉を楽しむ場としても親しまれている。
外来種のブルーギルは、1960年に当時の皇太子明仁親王（明仁上皇）が外遊の際に寄贈されたものを、水産庁淡水区水産研究所が食料増産を図る目的として飼育。その後、一碧湖などに放流されたことがきっかけとなり日本各地に生息域を拡大していった。

## 名の由来
以前は大池と呼ばれていた。一碧湖の名は、明治時代に外相陸奥宗光の秘書官を務めた官司で漢学者の杉山三郊（1855-1945、本名・令吉）により命名されたことが1927年（昭和2年）の書簡で明らかになった。北宋の文人范仲淹の『岳陽楼記』の一節「一碧萬頃（）」から取られた。これは「上下天光、一碧萬頃」の一節で、空も湖面も光輝いて碧色（青色）が果てしなく広がっている様を表現したものである（頃は広さを表す語で1頃は100畝のこと）。命名については長年不明であったが2014年に湖畔の民家から資料が見つかり判明した。

## 成因
かつては堰止湖と考えられていたこともあったが、火山弾を多数含む厚い爆発角礫岩の地層があり、現在の学説では伊豆東部火山群の活動の一端として、およそ10万3500年前に起きた激しい水蒸気爆発によってできたマールであるとする考えが一般的である。沼池側の窪地も別の爆発でできた火口で、同時期に梅木平火山（北緯34度55分18.3秒 東経139度7分31.6秒 / 北緯34.921750度 東経139.125444度）、門野火山（北緯34度56分38.6秒 東経139度5分34.3秒 / 北緯34.944056度 東経139.092861度）、荻火山（北緯34度56分18.7秒 東経139度5分47.9秒 / 北緯34.938528度 東経139.096639度）も一直線上に形成されており、同じ岩盤の割れ目上に噴火したためと考えられている。このような火山が一直線上に並ぶ特徴は、伊豆東部火山群の他の火山でも見られるものである。約4000年前には南南西におよそ4キロメートル離れた大室山が噴火し、その溶岩流の一部が大池の西側の一部に流れ込み、十二連島を造り出した。

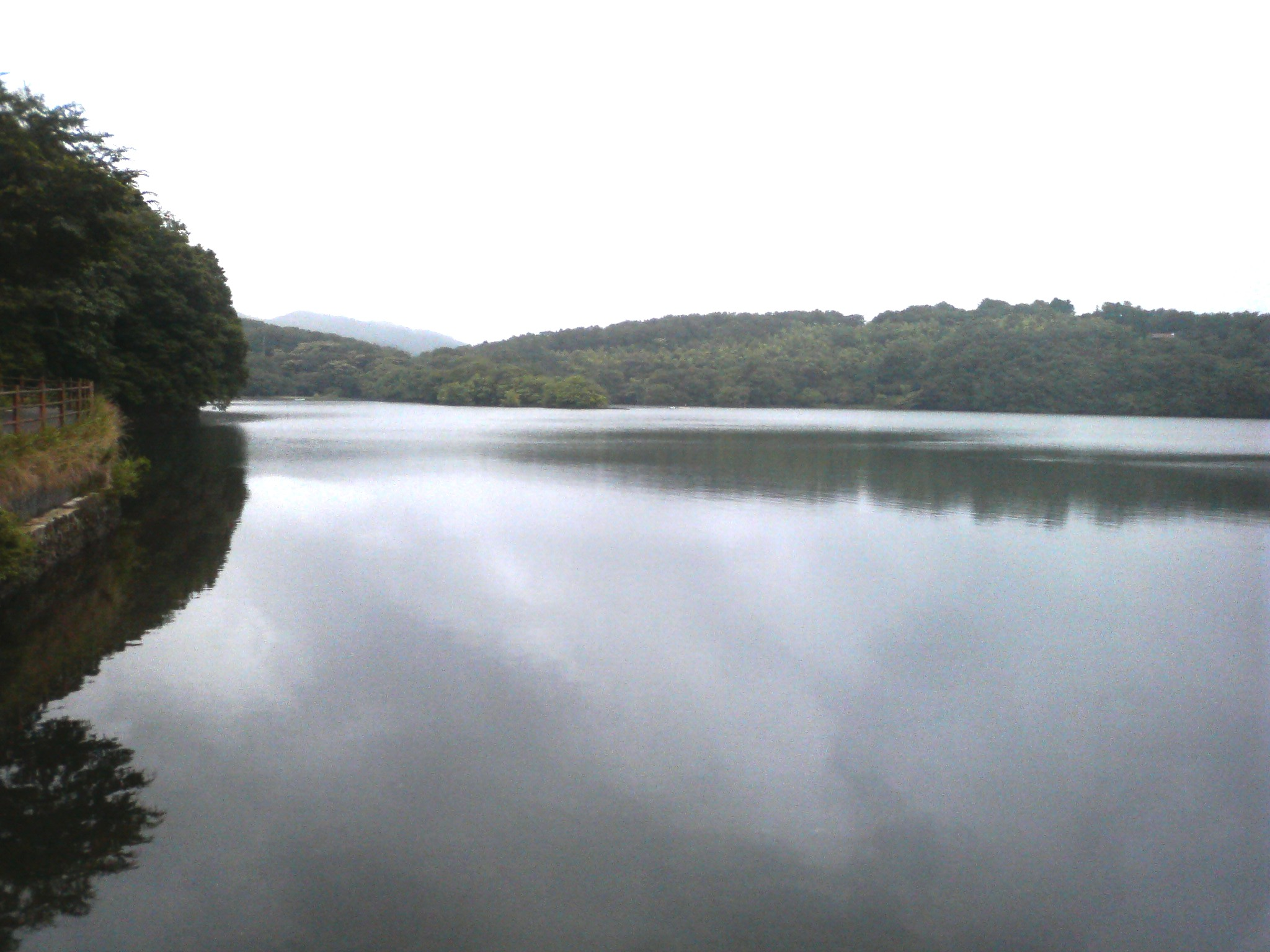
一碧湖（大池）
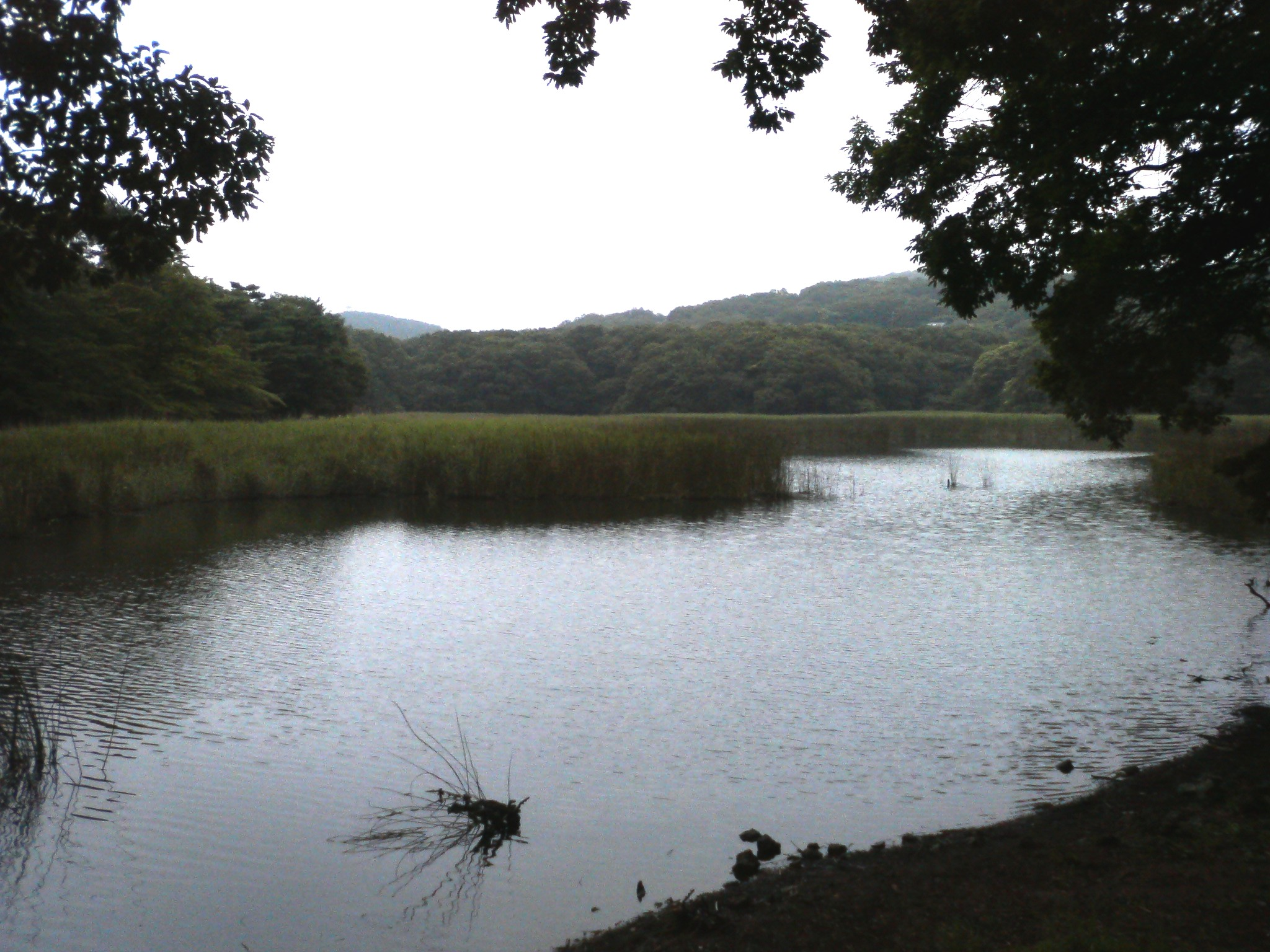
一碧湖（沼池）
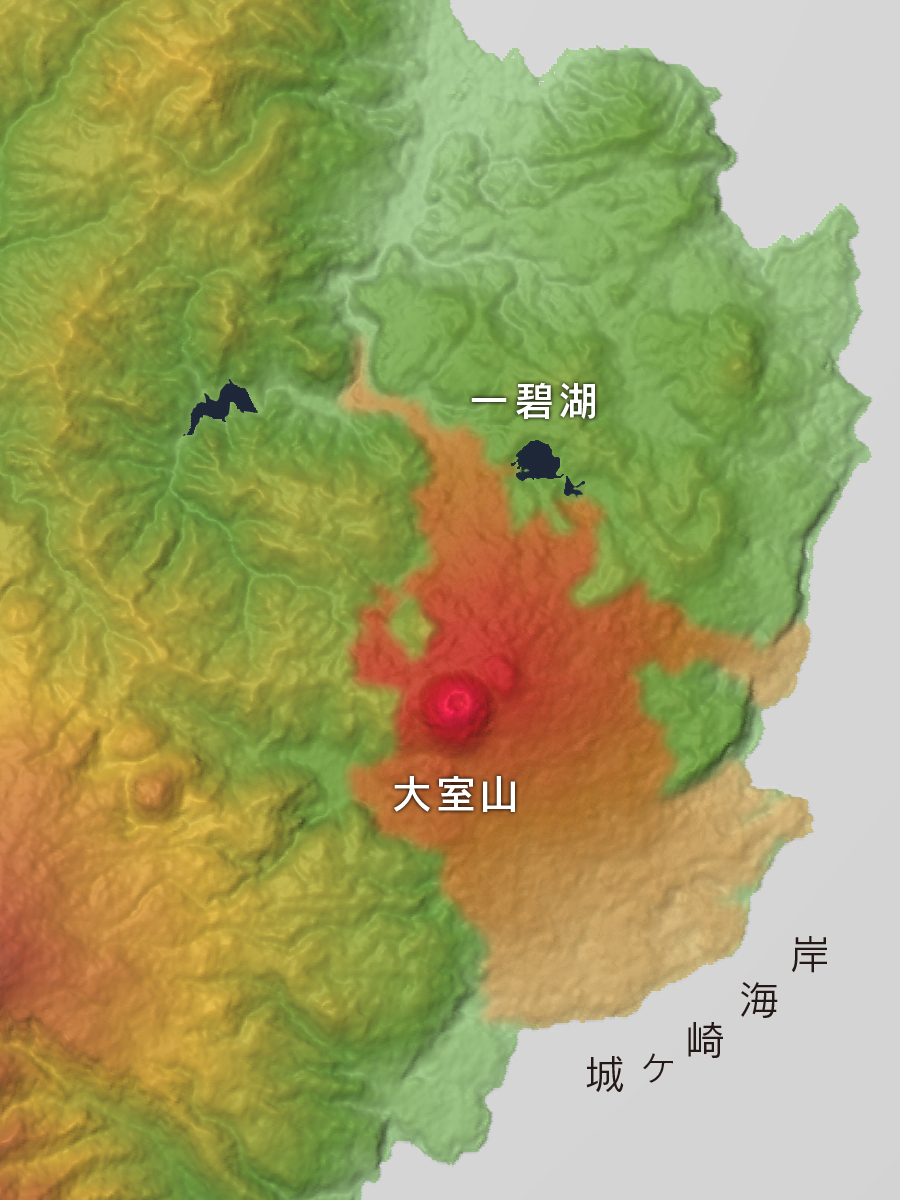
周辺地形と大室山の溶岩流